# Pocono Green 250
| Provas NASCAR - Xfinity Series 2019             |
| Temporada Regular                               |
| ----------------------------------------------- |
| 1. PowerShares QQQ 300 (Daytona)                |
| 2. Rinnai 250 (Atlanta)                         |
| 3. Boyd Gaming 300 (Las Vegas)                  |
| 4. NXS Race at ISM Raceway (Phoenix)            |
| 5. NXS Race at Auto Club Speedway (Auto Club)   |
| 6. My Bariatric Solutions 300 (Texas)           |
| 7. NXS Race at Bristol (Bristol)                |
| 8. ToyotaCare 250 (Richmond)                    |
| 9. Sparks Energy 300 (Talladega)                |
| 10. NXS Race at Dover (Dover)                   |
| 11. Alsco 300 (Charlotte)                       |
| 12. Pocono Green 250 (Pocono)                   |
| 13. LTi Printing 250 (Michigan)                 |
| 14. NXS Race at Iowa (Iowa)                     |
| 15. Camping World 300 (Chicagoland)             |
| 16. Coca-Cola Firecracker 250 (Daytona 2)       |
| 17. Alsco 300 (Kentucky)                        |
| 18. Lakes Region 200 (New Hampshire)            |
| 19. U.S. Cellular 250 (Iowa 2)                  |
| 20. Zippo 200 at The Glen (Watkins Glen)        |
| 21. Mid-Ohio 170 (Mid-Ohio)                     |
| 22. Food City 300 (Bristol 2)                   |
| 23. Road America 180 (Road America)             |
| 24. Sport Clips Haircuts VFW 200 (Darlington)   |
| 25. Lilly Diabetes 250 (Indianápolis)           |
| 26. DC Solar 300 (Las Vegas 2)                  |
| Provas dos Playoffs                             |
| Round of 12                                     |
| 27. Go Bowling 250 (Richmond 2)                 |
| 28. Drive for the Cure 200 (Charlotte - Roval)  |
| 29. NXS Race at Dover (Dover 2)                 |
| Round of 8                                      |
| 30. Kansas Lottery 300 (Kansas)                 |
| 31. O'Reilly Auto Parts 300 (Texas 2)           |
| 32. DAV 200 (Phoenix 2)                         |
| Championship 4                                  |
| 33. Ford EcoBoost 300 (Homestead-Miami)         |
| Provas inativas/extintas                        |
| 5-Hour Energy 250 (2010)                        |
| CampingWorld.com 300 (2004-2010)                |
| Corona México 200 (2005-2008)                   |
| Federated Auto Parts 300 (2002-2011)            |
| Kroger 200 (1982-2011)                          |
| Kroger On Track for the Cure 250 (1999-2009)    |
| Missouri-Illinois Dodge Dealers 250 (1997-2010) |
| NAPA Auto Parts 200 (2007-2012)                 |
| Nashville 300 (2001-2011)                       |
| NorthernTool.com 250 (1984-1985, 1993-2009)     |
| Owens Corning AttiCat 300 (2011-2015)           |

A Pocono Green 250 é a prova da Xfinity Series realizada no Pocono Raceway, em Long Pond, Pennsylvania. A prova inaugural foi realizada em 2016, substituindo a antiga prova isolada no Chicagoland Speedway. Foi a primeira prova da Xfinity Series em Pocono, nunca antes a categoria tinha corrido no circuito, muito deve-se ao fato de o novo patrocínio principal da categoria: Xfinity, ser uma empresa da Pennsylvania, e os donos queriam uma prova realizada no estado, para se tornar uma prova 'caseira'. Na primeira corrida, ela foi encurtada devido à chuva, tornando assim Kyle Larson o vencedor.

## Vencedores
| Ano  | Data        | Piloto          | Equipe              | Montadora | Distância | Distância       | Tempo Total | Velocidade Média (mph) |
| Ano  | Data        | Piloto          | Equipe              | Montadora | Voltas    | Milhas (km)     | Tempo Total | Velocidade Média (mph) |
| ---- | ----------- | --------------- | ------------------- | --------- | --------- | --------------- | ----------- | ---------------------- |
| 2016 | 4 de Junho  | Kyle Larson     | Chip Ganassi Racing | Chevrolet | 53*       | 132.5 (213.238) | 1:07:08     | 118.421                |
| 2017 | 10 de Junho | Brad Keselowski | Team Penske         | Ford      | 100       | 250 (402.336)   | 1:50:38     | 135.583                |
| 2018 | 2 de Junho  | Kyle Busch      | Joe Gibbs Racing    | Toyota    | 100       | 250 (402.336)   | 1:57:59     | 127.137                |

- 2016: Corrida encurtada devido à chuva.

| Sequência das Provas | Sequência das Provas | Sequência das Provas | Sequência das Provas | Sequência das Provas |
| Alsco 300            | <<                   | Pocono Green 250     | >>                   | LTi Printing 250     |
| -------------------- | -------------------- | -------------------- | -------------------- | -------------------- |